# Centrala avdelningen för enhetsfronten
Centrala avdelningen för enhetsfronten (kinesiska: 中共中央统一战线工作部; pinyin: Zhōnggòng zhōngyāng tǒngyī zhànxiàn gōngzuò bù) är en partiavdelning i Kinas kommunistiska parti som lyder under Centralkommitténs arbetsdepartement. Dess uppgift är att påverka opinionen både i Kina och utomlands genom mjuk makt. Sedan 2022 har avdelningens chef varit Shi Taifeng.

## Historik
Officiellt grundades enhetsfronten år 1942, men dess inofficiella historia går ungefär tjugo år bakåt i tiden. Avdelningen grundades under det andra kinesisk-japanska kriget som en del i Kominterns strategi att bygga upp en enhetsfront mellan kommunistpartierna och andra s.k. "progressiva krafter" i kriget mot fascismen. Under det kinesiska inbördeskriget 1946-49 fick centrala avdelningen för enhetsfronten i uppgift att bygga upp ett samarbete med icke-kommunistiska partier som Kinas demokratiska förbund i kampen mot Kuomintang. Det var denna enhetsfront som formellt bildade det Kinesiska folkets politiskt rådgivande konferens och grundade Folkrepubliken Kina i oktober 1949.  
Mao gav enhetsfronten smeknamn ett av tre "magiska vapen". De två andra är kommunistiska partiet och Folkets befrielsearmés markstridskrafter. Traditionellt har enhetsfrontens uppgift också varit att säkra kommunistpartiets finanser, rekrytera så kallade nyttiga idioter och mobilisera folket så brett som möjligt.
År 1950 var det centrala avdelningen för enhetsfronten som under ledning av Li Weihan som skötte förhandlingarna med Dalai Lamas representanter om Sjuttonpunktsöverenskommelsen, vilken fullbordade Tibets införlivande i Folkrepubliken Kina.
Efter folkrepubliken Kinas grundande förminskade enhetsfrontens roll eftersom kommunistpartiet hade uppnått sina mål och vunnit kinesiska inbördeskriget. Deng Xiaoping började dock uppliva enhetsfronten prioritera dess verksamhet. Samtidigt började Kina öppna upp sin ekonomi för utländska aktörer.
Idag leder och koordinerar den kommunistpartiets samarbete med de åtta småpartierna och Allkinesiska näringslivsfederationen i Nationella folkkongressen och kinesiska folkets politiskt rådgivande konferens. Avdelningen har också det övergripande ansvaret för partiets förhandlingar med Dalai Lamas exilregering i Indien.

## Organisation
Kommunistpartiet har upprepade gånger förnekat sitt förhållande med enhetsfronten och det att frontens uppgift är att påverka utomlands. Staten offentliggöra inte enhetsfrontens budget men istället antal pengar som har beviljats till de individuella enhetsfrontens avdelningarna. Hela enhetsfrontens årliga budgetet uppskattades vara 1,4–1,8 miljarder dollar.
Under Xi Jinpings mandatperiod har antal personalen ökats till åtminstone 40 000. Fronten består av mindre och mer tematiska avdelningar. Syftet med detta är att avlägsna förhållandet mellan enskilda avdelningar och enhetsfronten, och därigenom kommunistpartiet.

## Verksamhet utomlands
Under Xi Jinpings mandatperiod har verksamheten blivit mer internationell och mångsidig. Å ena sidan försöker enhetsfronten påverka i Nordamerika och Europa för att få Kina att se bättre ut. Å andra sidan försöker fronten påverka de med kinesisk bakgrund som enligt kommunistiska partiet det representerar oavsett om dessa personer har Kinas medborgarskap eller inte.
Ett sätt att påverka är att sprida falska nyheter på sådana plattformar som är förbjudna i Kina: t.ex. Twitter.

### Nordamerika
År 2017 meddelade University of California, San Diego att universitetet kommer att välkomna Dalai lama på ett besök. Bara några timmar efter detta organiserades en demonstration av kinesiska studenter som koordinerades av enhetsfronten.
Kanadas nationella underrättelsetjänst (CSIS) har klassificerat enhetsfronten som den viktigaste kontaktlänk mellan Kina och aktörer som försöker påverka utomlands. Enhetsfronten används för att tysta ner dem Peking-kritiska röster och infiltrera dem utländska politiska, industriella och akademiska kretsar. År 2017 USA:s dåvarande utrikesminister Mike Pompeo beskyllde enhetsfronten för spioneri och krävde visumrestriktioner för personer med kopplingar till den.

### Finland
Skyddspolisen i Finland har varnat om grupper med kopplingar till enhetsfronten som försöker påverka i politik och är intresserade av industrihemligheter och kritisk infrastruktur.
Riksdagsledamoten och ordföranden för utrikesutskottet Mika Niikko har också kopplingar till enhetsfronten som har stött hans kampanj ekonomiskt, vilket Niikko hade inte offentliggjort efter valet. Niikko har också besökt i Kina flera gånger. Officiellt har dessa resor varit om att befrämja finska exportindustrin som har organiserats av en kinesisk teknologi- och vetenskapsförening med kopplingar till enhetsfronten. Niikko har inte berättat vem som betalde resor och hur många resor det fanns exakt. Ytterligare har han sagt att han inte visste om föreningens kopplingar till fronten.
Finland Association for Promoting Peaceful Reunification of China (FAPPRC) är en förening med kopplingar till enhetsfronten och organiserar bl.a. demonstrationer mot Hongkong-demokratiaktivister. Jenni Chen-Ye fungerade som föreningens viceordförande samtidigt som hon också var en ledamot av stadsfullmäktige i Vanda i Samlingspartiets fullmäktigegrupp.

### Sverige
Enhetsfronten försöker infiltrera akademien och företagsvärlden i Sverige. Kina har försökt locka Sverige med till projektet ett bälte, en väg genom en lokal förening (Belt & Road Institute in Sweden) som beskriver sig själva som exportsbefrämjande intressegrupper.
Enligt Frivärlds rapport finns det flera andra föreningar som har kopplingar med enhetsfronten. Dessa inkluderar bl.a. China Council for the Promotion of Peaceful National Reunification och Nordic Zhigong Association.

## Avdelningschefer

### Före Folkrepubliken Kinas grundande
- Wang Ming (1942－1947);
- Zhou Enlai (1947－1948);
- Li Weihan (oktober 1948－september 1949).

### Efter Folkrepubliken Kinas grundande
- Li Weihan (oktober 1949－december 1964);
- Xing Xiping (december 1964－1966);
- Li Dazhang (november 1975－maj 1976);
- Ulanhu (maj 1976－april 1982);
- Yang Jingren (april 1982－november 1985);
- Yan Mingfu (november 1985－november 1990);
- Ding Guan'gen (november 1990－december 1992);
- Wang Zhaoguo (december 1992－december 2002);
- Liu Yandong (december 2002－december 2007);
- Du Qinglin (december 2007－september 2012);
- Ling Jihua (september 2012－31 december 2014）
- Sun Chunlan (31 december 2014－ 2017)
- You Quan (2017-2022)
- Shi Taifeng (2022 - )